# Gary Emmons
Gary Grant Emmons (* 30. Dezember 1963 in Winnipeg, Manitoba) ist ein ehemaliger kanadischer Eishockeyspieler und -trainer, der im Verlauf seiner aktiven Karriere zwischen 1981 und 1997 unter anderem 671 Spiele hauptsächlich für die Kansas City Blades und Kalamazoo Wings in der International Hockey League (IHL) auf der Position des Centers bestritten hat. Mit den Kansas City Blades gewann Emmons im Jahr 1992 den Turner Cup. Zudem absolvierte er drei Partien für die San Jose Sharks in der National Hockey League (NHL).

## Karriere
Emmons spielte zunächst von 1983 bis 1987 an der Northern Michigan University in den Ligen der National Collegiate Athletic Association (NCAA), nachdem er zuvor in der Saskatchewan Junior Hockey League (SJHL) aktiv gewesen war. Während seiner Collegezeit erhielt er diverse Auszeichnungen, so zum Beispiel die des Rookie des Jahres in der Central Collegiate Hockey Association (CCHA) im Jahr 1984. Zudem wurde er im NHL Supplemental Draft 1986 von den New York Rangers aus der National Hockey League (NHL) an 16. Stelle ausgewählt.
Der Offensivspieler bestritt jedoch nie ein NHL-Spiel für die New York Rangers. Ebenso nicht bei den Edmonton Oilers und den Minnesota North Stars, bei denen er in den Folgejahren ebenfalls Verträge unterzeichnet hatte. Der Kanadier lief zumeist für deren Farmteams in der International Hockey League (IHL) bzw. American Hockey League (AHL) auf. Das Spieljahr 1988/89 verbrachte er mit der Auswahlmannschaft des kanadischen Eishockeyverbandes Hockey Canada sowie kurzzeitig in der Schweiz beim Genève-Servette HC, ehe er im Sommer 1990 zum Klagenfurter AC nach Österreich wechselte.
Im Oktober 1993 unterzeichnete der Center einen neuen Vertrag bei den San Jose Sharks aus der NHL, nachdem er bereits seit der Saison 1991/92 für die Kansas City Blades, das Farmteam der Sharks, gespielt und gleich im ersten Jahr den prestigeträchtigen Turner Cup mit dem Team gewonnen hatte. So kam Emmons im Alter von 30 Jahren in der Saison 1993/94 zu seinen ersten drei und einzigen Einsätzen in der NHL. Dabei erzielte er ein Tor. Insgesamt bis 1997 spielte er jedoch weiterhin für Kansas City und beendete seine Karriere als der Blades-Spieler mit den meisten Vorlagen (254) und Punkten (401).
Nach dem Ende seiner Karriere wechselte Emmons in den Trainerstab der Kansas City Blades, wo er in der Saison 1998/99 als Assistenztrainer an der Bande stand. Am 21. Februar 1998 wurde seine Rückennummer 15 unter die Hallendecke der damaligen Kemper Arena gehängt und bis zur Auflösung des Franchises an keine weiteren Spieler mehr vergeben.

## Erfolge und Auszeichnungen
| - 1984 CCHA Rookie of the Year (gemeinsam mit Bill Shibicky) - 1986 WCHA First All-Star Team - 1987 WCHA First All-Star Team | - 1987 NCAA West Second All-American Team - 1992 Turner-Cup-Gewinn mit den Kansas City Blades - 1998 Sperrung der Trikotnummer 15 durch die Kansas City Blades |

## Karrierestatistik
(Legende zur Spielerstatistik: Sp oder GP = absolvierte Spiele; T oder G = erzielte Tore; V oder A = erzielte Assists; Pkt oder Pts = erzielte Scorerpunkte; SM oder PIM = erhaltene Strafminuten; +/− = Plus/Minus-Bilanz; PP = erzielte Überzahltore; SH = erzielte Unterzahltore; GW = erzielte Siegtore; 1 Play-downs/Relegation; Kursiv: Statistik nicht vollständig)